# Giovanni Andrea D'Andrea
Giovanni Andrea D'Andrea (Bova, 24 ottobre 1804 – Napoli, 9 marzo 1879) è stato un giurista italiano, nominato Senatore del Regno nella XIII legislatura.